# Usual Suspects
Vous lisez un « bon article » labellisé en 2018.
Pour plus de détails, voir Fiche technique et Distribution.
Usual Suspects (The Usual Suspects) (Suspects de convenance au Québec) est un film policier réalisé par Bryan Singer et sorti en 1995. Utilisant une technique de narration non linéaire, le film suit l'interrogatoire mené par l'agent Kujan (Chazz Palminteri) d'un petit malfaiteur infirme nommé Verbal Kint (Kevin Spacey). Celui-ci est l'un des deux seuls survivants d'un massacre commis la veille sur un cargo à quai dans le port de San Pedro, en Californie. Par le biais de nombreux flashbacks, Kint narre l'enchaînement d'événements complexes qui l'ont mêlé, lui et quatre autres malfrats, à cette mystérieuse affaire derrière laquelle se trouverait le légendaire criminel Keyser Söze.
Pour écrire le scénario, Christopher McQuarrie mêle l'idée de cinq criminels réunis pour une parade d'identification avec l'histoire vraie d'un homme ayant tué toute sa famille avant de disparaître. Le film, après quelques difficultés pour trouver un financement, est tourné en à peine un mois, principalement à Los Angeles, avec un budget de six millions de dollars.
Il est présenté hors compétition au festival de Cannes 1995 et reçoit un accueil globalement très favorable du public et de la critique. Il remporte plusieurs récompenses, dont l'Oscar du meilleur scénario original et l'Oscar du meilleur acteur dans un second rôle pour Kevin Spacey. Le film est régulièrement référencé ou parodié dans de nombreuses autres œuvres, notamment à travers son célèbre retournement final et le personnage de Keyser Söze. Celui-ci est souvent comparé au Diable dans les analyses du film, qui mettent aussi en avant la manipulation induite par le récit. En 2003, Keyser Söze est classé à la 48e place de la liste des cinquante meilleurs méchants de l'American Film Institute qui, en 2008, classe également le film à la 10e place de sa liste des meilleurs films à suspense.

## Synopsis

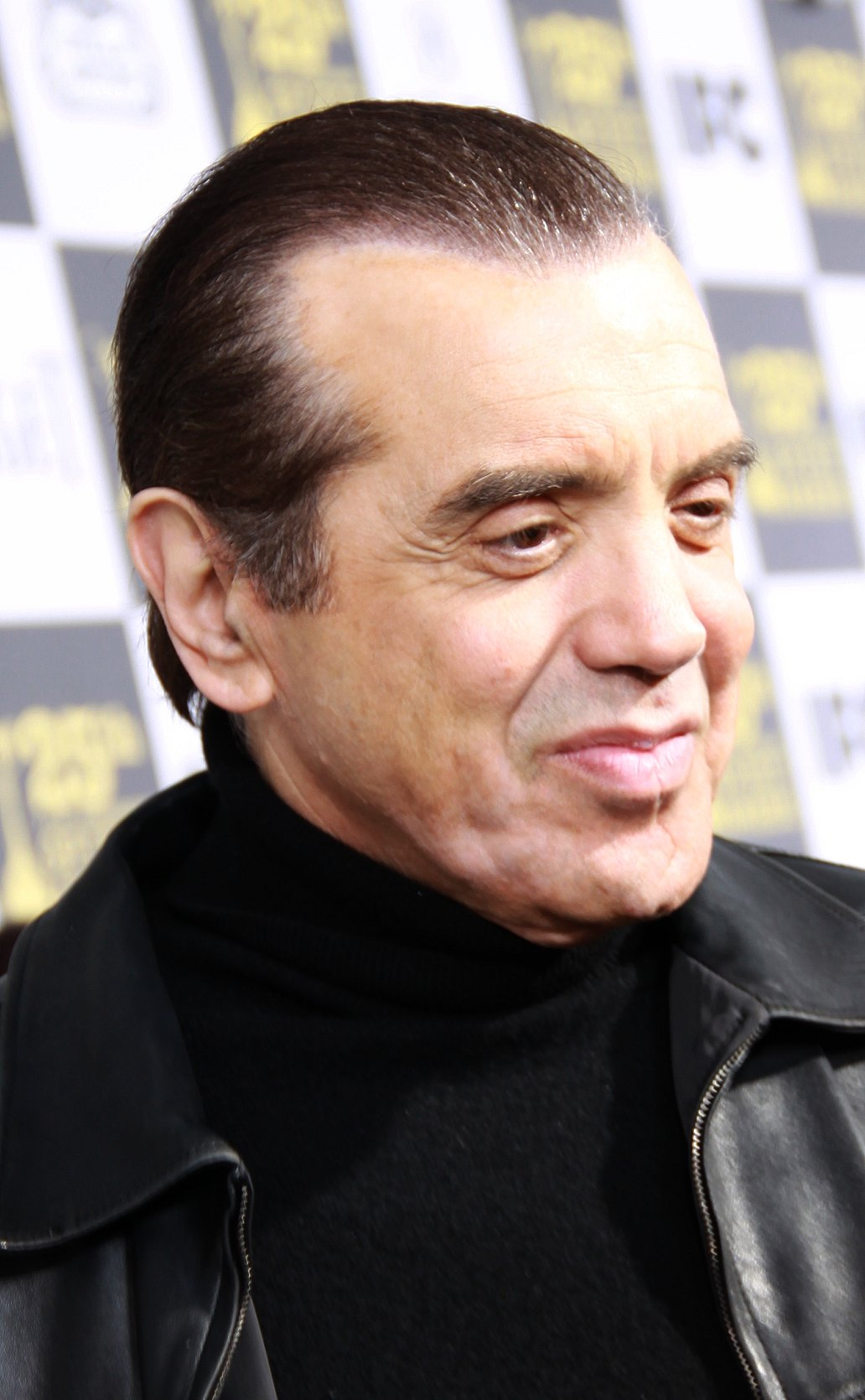
Chazz Palminteri joue le rôle de l'agent Dave Kujan qui mène l'interrogatoire de Verbal Kint.

Sur le pont d'un cargo dans le port de San Pedro, en Californie, un homme blessé du nom de Keaton discute avec une silhouette qu'il nomme Keyser. Ce dernier tire ensuite sur Keaton, avant de mettre le feu au navire. Le lendemain, l'agent fédéral Jack Baer (Giancarlo Esposito) et l'agent spécial des douanes Dave Kujan (Chazz Palminteri) arrivent à San Pedro pour enquêter sur le massacre qui a eu lieu à bord du cargo. Il n'y a que deux survivants : un petit escroc infirme appelé Verbal Kint (Kevin Spacey), et un Hongrois gravement brûlé et de ce fait hospitalisé.
Baer interroge le Hongrois, qui affirme que Keyser Söze, un génie du crime turc à la réputation presque mythique, était dans le port et y a tué « beaucoup de gens ». Le blessé décrit Keyser Söze à l'aide d'un traducteur et d'un dessinateur de la police, qui en dresse un portrait-robot. Pendant ce temps, Kint est placé dans le bureau du sergent Rabin (Dan Hedaya), où l'agent spécial Kujan lui demande de raconter son histoire. Celle-ci commence six semaines plus tôt :
À New York, cinq criminels sont amenés au poste de police pour participer à une parade d'identification à la suite du vol d'une cargaison d'armes :
- Dean Keaton (Gabriel Byrne), un ex-policier corrompu qui a apparemment décidé de rompre avec le monde du crime ;
- Michael McManus (Stephen Baldwin), un braqueur colérique et imprévisible ;
- Fred Fenster (Benicio del Toro), l'associé de McManus qui parle un anglais mêlé de spanglish ;
- Todd Hockney (Kevin Pollak), un spécialiste en explosifs ;
- Roger « Verbal » Kint (Kevin Spacey), un petit escroc sans envergure déjà condamné pour abus de confiance.

Alors qu'ils sont rassemblés dans la même cellule, McManus convainc les autres — Keaton est particulièrement réticent — de s'associer pour soutirer des émeraudes à un trafiquant escorté par des policiers corrompus du NYPD. Le bénéfice est double : s'approprier les pierres précieuses et ridiculiser la police.
Après la réussite de cette opération, le quintette se déplace à Los Angeles pour revendre le butin à un receleur connu de McManus, Redfoot (Peter Greene). Celui-ci les incite à entreprendre un autre vol : s'approprier des bijoux dérobés par Saul Berg, un autre malfrat. Mais une fois la mission accomplie, de façon sanglante, il s'avère que l'objet du vol était une livraison d'héroïne. Il s'ensuit une violente dispute entre les malfrats et Redfoot, qui révèle que ce travail lui a été commandé par un avocat dénommé Kobayashi (Pete Postlethwaite). Les cinq hommes rencontrent Kobayashi, qui déclare travailler pour le compte de Keyser Söze et être son avoué. Les accusant d'avoir chacun déjà volé son employeur à leur insu, il les pousse à attaquer un cargo dans le port de San Pedro pour s'acquitter de leur dette envers Söze. Ce bateau, selon Kobayashi, doit contenir l'équivalent de 91 millions de dollars en cocaïne. Les stupéfiants doivent être vendus à une bande rivale de Söze ; une fois celle-ci détruite, les cinq malfrats pourront se partager la somme.
Verbal raconte ensuite à Kujan l'histoire de Keyser Söze. En flashback dans le récit de Verbal, Söze est confronté à une bande rivale de Hongrois en Turquie, qui menacent de tuer sa femme et ses enfants. Söze les tue alors lui-même et exécute les membres de la bande, puis pourchasse et élimine tous leurs proches avant de disparaître. Avec le temps, le personnage prend une stature mythique, les gens finissent par douter de son existence ou même la nient. Interrogé par Kujan, Baer indique qu'il a entendu des rumeurs selon lesquelles Keyser Söze s'abriterait derrière des rangées de subalternes qui ne savent même pas pour qui ils travaillent. Son collègue Dan Metzheiser monte même un dossier sur lui depuis plusieurs années.
Puis Kint raconte la tentative de fuite de Fenster, qui est rattrapé et abattu par Kobayashi. Les quatre restants réussissent à capturer Kobayashi, mais avant que McManus ne puisse l'exécuter, celui-ci révèle que l'avocate Edie Finneran (Suzy Amis), qui est la petite amie de Keaton, se trouve dans son bureau et menace de la tuer, ainsi que les proches des autres truands. Ils le laissent partir et se résignent à attaquer le bateau.

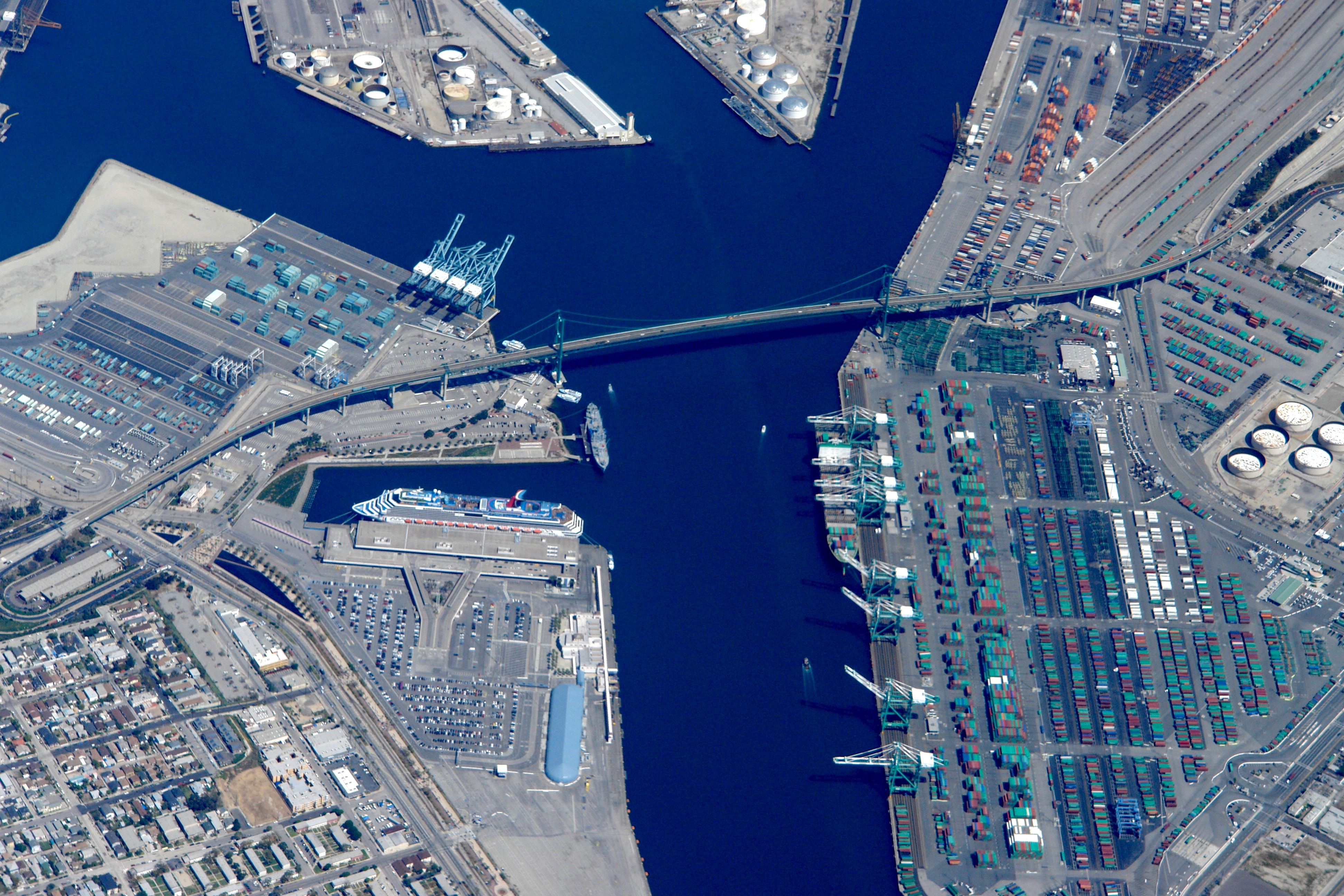
Vue aérienne du port de San Pedro.

La nuit de l'attaque du cargo, les vendeurs de drogue (un groupe d'Argentins) et les acheteurs (une bande de Hongrois) sont sur le quai. Keaton demande à Verbal de se tenir à l'écart et d'avertir Edie si l'affaire tourne mal. Verbal, ayant accepté avec réticence, observe la scène à distance. Keaton, McManus et Hockney attaquent les trafiquants et en tuent la plupart. Hockney est tué alors qu'il vient de mettre la main sur l'argent stocké dans une camionnette garée sur le quai, tandis que Keaton et McManus, montés sur le bateau, découvrent qu'il n'y a pas de cocaïne à bord.
McManus est ensuite victime d'un coup de couteau dans le dos. Une silhouette en manteau sombre apparaît et parle brièvement avec Keaton avant de lui tirer dessus (on est de retour à la scène d'ouverture du film).
On revient à l'interrogatoire de Verbal, qui a fini son histoire. Kujan révèle ce qu'il en a déduit avec l'aide de Baer : l'attaque du bateau ne portait pas sur une cargaison de drogue, mais visait à l'élimination de l'un des passagers, Arturo Marquez, qui était capable d'identifier Söze. Après l'avoir tué, Söze a massacré tous les autres passagers et a mis le feu au bateau. Kujan révèle également qu'Edie a été retrouvée morte.
Il conclut de tout cela que Keaton était Keyser Söze. À l'origine, c'est une enquête sur Keaton qui a amené Kujan à s'intéresser à cette affaire, et il est persuadé que Keaton a mis en scène sa propre mort (comme il l'a déjà fait dans le passé) pour disparaître, laissant délibérément Verbal comme témoin des faits. Questionné par Kujan, Verbal finit par reconnaître que toute l'affaire, depuis le début, a été montée par Keaton.
Sa caution ayant été versée, Verbal quitte le poste de police. Kujan, resté dans le bureau du sergent Rabin, réalise alors que des noms et détails mentionnés dans l'histoire racontée par Verbal proviennent en fait du tableau d'affichage, et que le nom de Kobayashi est celui de la marque du fabricant imprimée sous sa tasse de café. Se rendant compte que Verbal a tout inventé, il se lance à sa poursuite, passant près d'un fax qui est en train d'imprimer le portrait-robot de Keyser Söze : c'est le visage de Verbal. Celui-ci vient de sortir du poste de police, sa jambe et sa main redevenues valides. Il monte à bord d'une voiture conduite par un complice (celui présenté sous le nom de Kobayashi) qui s'éloigne.

## Fiche technique
- Titre français : Usual Suspects
- Titre original : The Usual Suspects
- Titre québécois : Suspects de convenance
- Réalisation : Bryan Singer
- Scénario : Christopher McQuarrie
- Photographie : Newton Thomas Sigel
- Son : Robert J. Litt, Elliot Tyson, Geoffrey Patterson (en) et Greg P. Russell (en)
- Musique : John Ottman
- Décors : Howard Cummings et Sara Andrews
- Costumes : Louise Mingenbach
- Montage : John Ottman
- Production : Michael McDonnell, Kenneth Kokin et Bryan Singer
  - Producteurs exécutifs : Hans Brockmann, François Duplat, Art Horan et Robert Jones
- Sociétés de production : PolyGram Filmed Entertainment, Spelling Films International, Blue Parrot, Bad Hat Harry Productions et Rosco Film
- Sociétés de distribution : Gramercy Pictures (États-Unis) ; Pan-Européenne (France) ; Alliance (Canada)
- Budget : 6 000 000 $[2]
- Pays de production :  États-Unis
- Langues originales : anglais (quelques dialogues en hongrois, espagnol et français)
- Format : Couleurs (technicolor) – 2,39:1 – son Dolby SR – 35 mm
- Genre : thriller et film de gangsters
- Durée : 106 minutes
- Dates de sortie :
  - États-Unis : 25 janvier 1995 (festival du film de Sundance) ; 15 septembre 1995 (sortie nationale)
  - France : 19 juillet 1995
- Classification : R (Restricted) aux États-Unis[N 1], tous publics en France

## Distribution

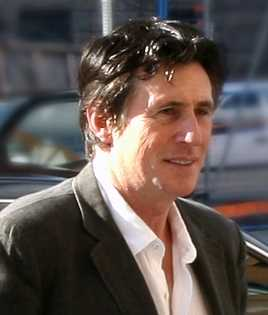
Gabriel Byrne joue le rôle de Dean Keaton.

- Stephen Baldwin (VF : Bruno Wolkowitch) : Michael McManus
- Gabriel Byrne (VF : Jean-Yves Chatelais) : Dean Keaton
- Chazz Palminteri (VF : Bernard-Pierre Donnadieu) : Dave Kujan
- Kevin Pollak (VF : Patrice Dozier) : Todd Hockney
- Pete Postlethwaite (VF : Simon Abkarian) : Kobayashi
- Kevin Spacey (VF : Jacques Bonnaffé) : Verbal Kint / Keyser Söze
- Suzy Amis (VF : Françoise Vallon) : Edie Finneran
- Benicio del Toro (VF : Jean-Louis Faure) : Fred Fenster
- Giancarlo Esposito (VF : Thierry Desroses) : Jack Baer
- Dan Hedaya (VF : Jean Lescot) : Jeff Rabin
- Ron Gilbert : Daniel Metzheiser
- Carl Bressler : Saul Berg
- Paul Bartel : le trafiquant d'émeraudes
- Louis Lombardi : Strausz
- Frank Medrano : Rizzi
- Cástulo Guerra (VF : Rafael Gozalbo) : Arturro Marquez
- Christine Estabrook : le docteur Plummer
- Clark Gregg : le docteur Walters
- Michelle Clunie : la dessinatrice
- Vito D'Ambrosio : l'officier de police lors de l'arrestation
- Morgan Hunter : Arkosh Kovash
- Peter Greene (VF : Michel Vigné) : Redfoot le receleur (non crédité)
- Christopher McQuarrie : le flic lors de la séance d'identification (non crédité)
- Scott B. Morgan : Keyser Söze (non crédité)

Sources et légende : version française (VF) sur RS Doublage et DSD Doublage

Photos des acteurs principaux.
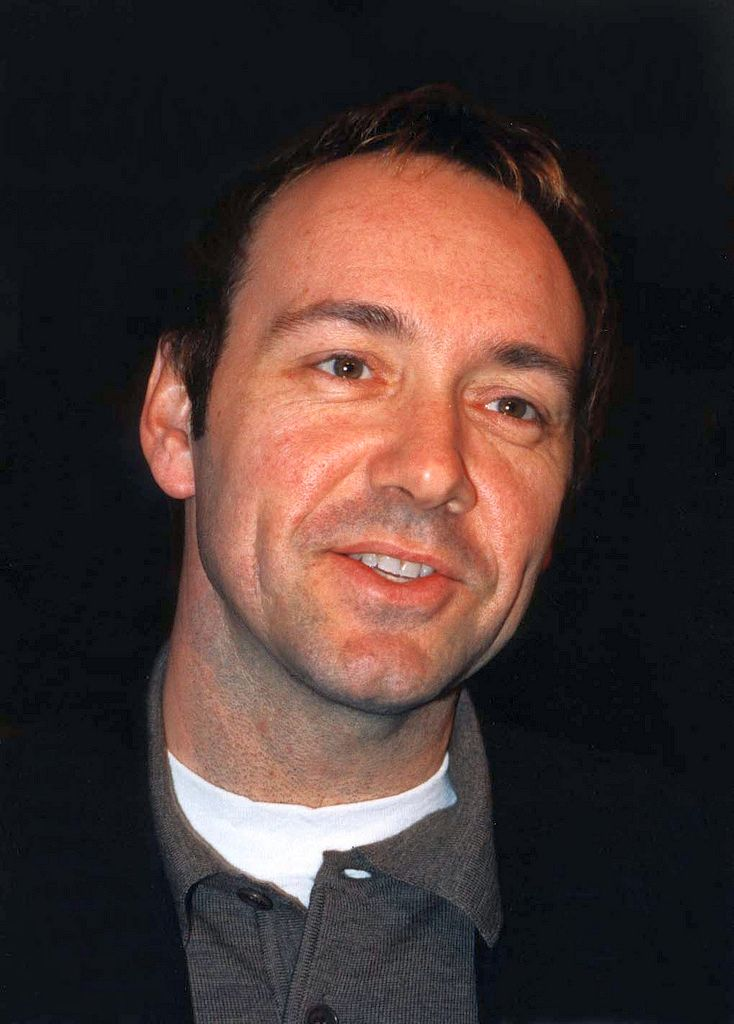
Kevin Spacey interprète Verbal Kint.
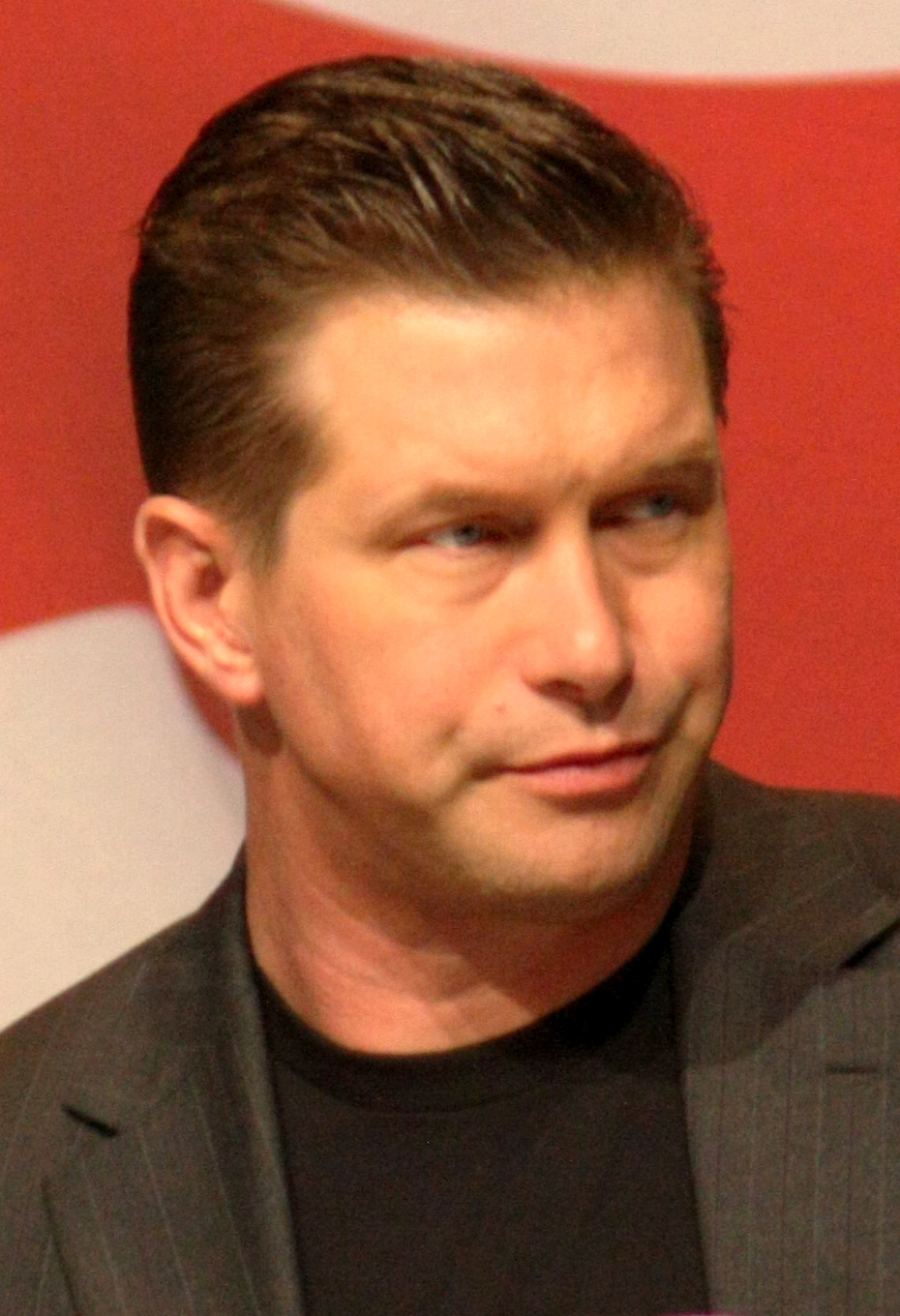
Stephen Baldwin interprète Michael McManus.
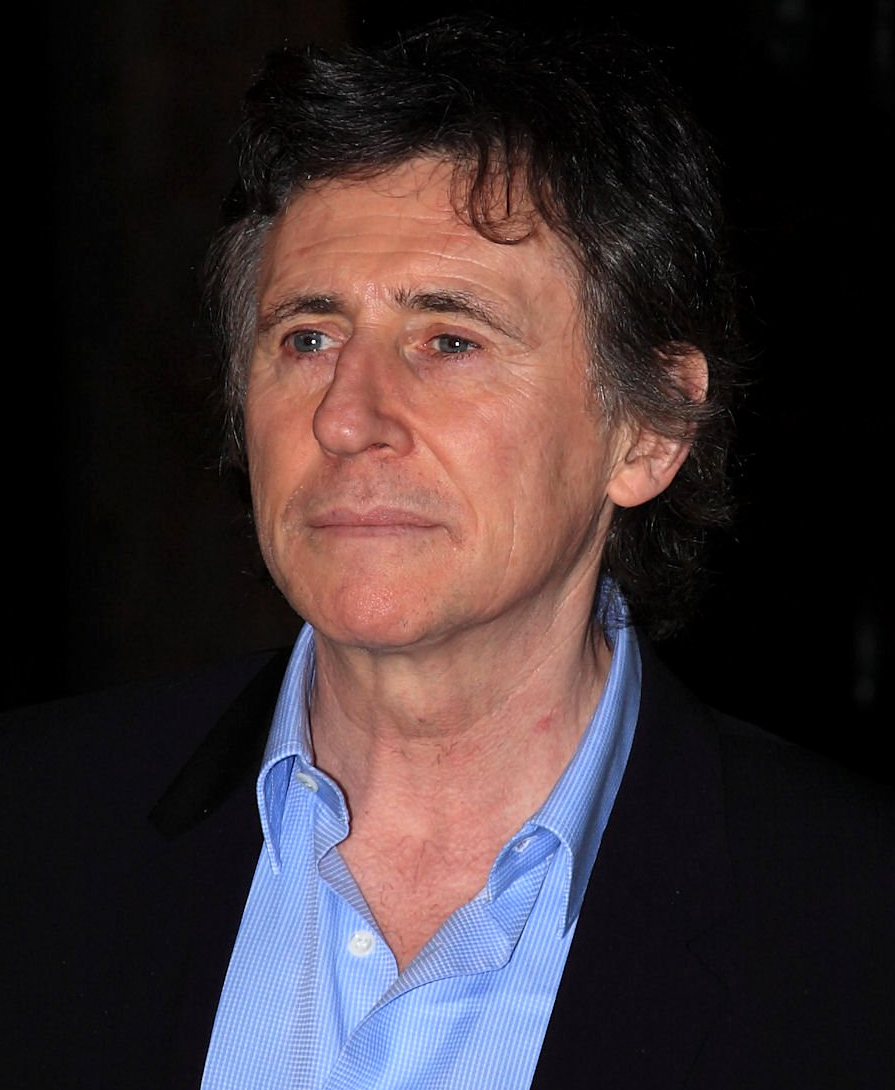
Gabriel Byrne interprète Dean Keaton.
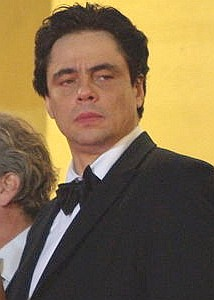
Benicio del Toro interprète Fred Fenster.
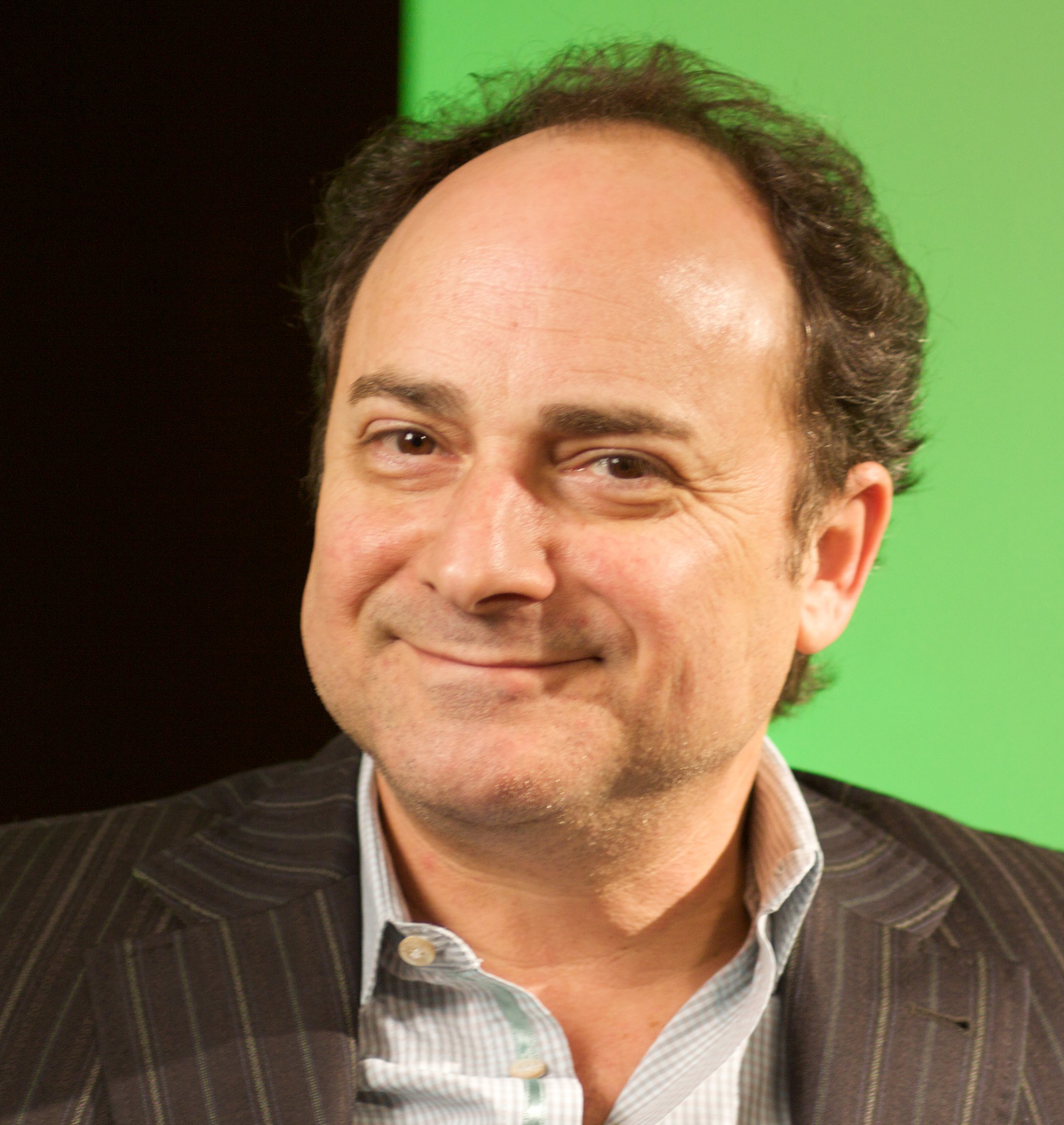
Kevin Pollak interprète Todd Hockney.

## Production

### Développement

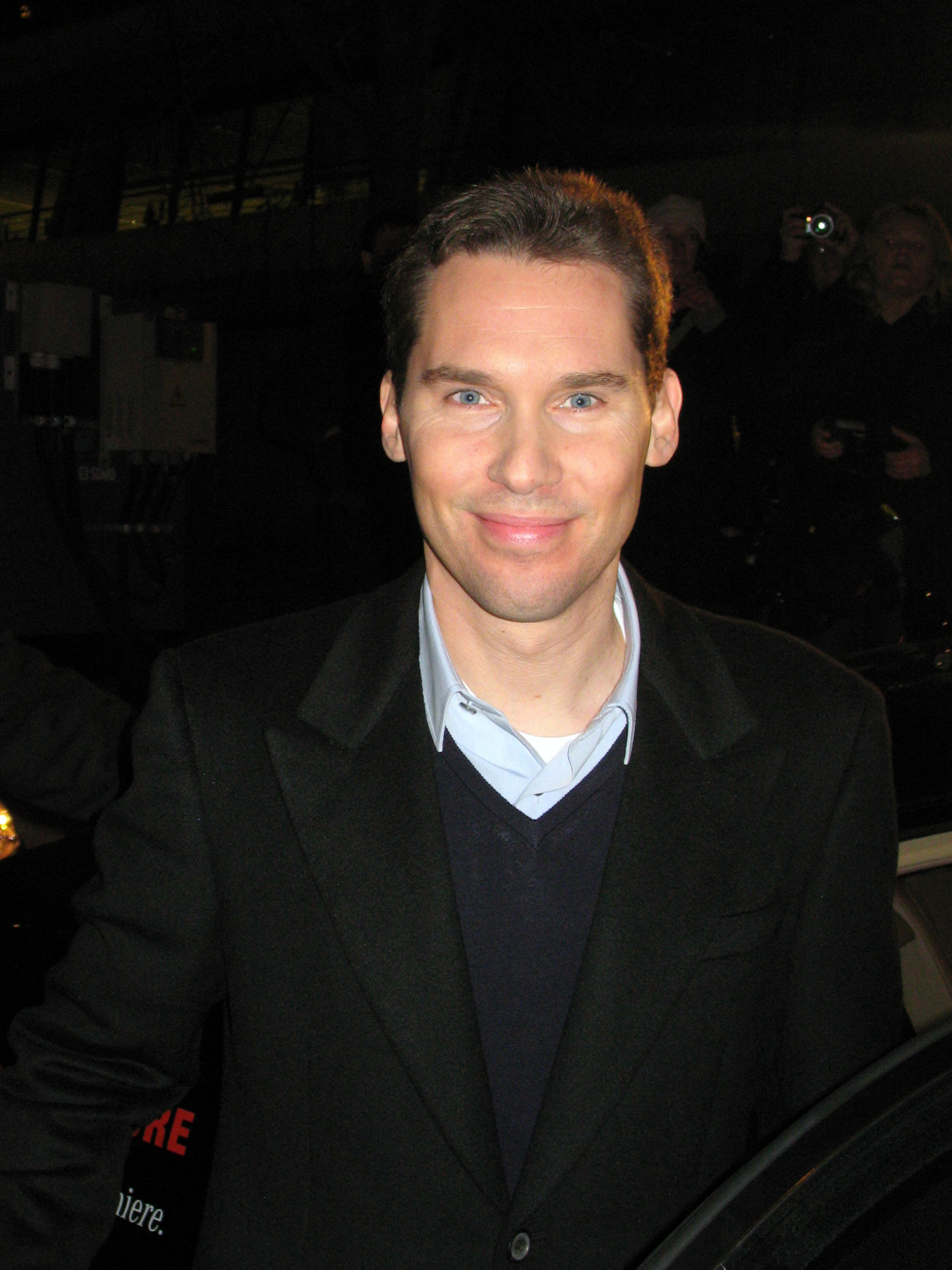
Le réalisateur Bryan Singer (ici en 2009 lors de la première de Walkyrie).

Bryan Singer rencontre Kevin Spacey au festival du film de Sundance 1993 lors de la réception qui suit une projection d'Ennemi public, premier long-métrage du jeune réalisateur. Impressionné par le film, Spacey dit à Singer qu'il tient à jouer dans son prochain film, quel qu'il soit. Singer vient alors de lire un article dans le magazine Spy intitulé The Usual Suspects, d'après la réplique prononcée par Claude Rains dans Casablanca, et a pensé que cela ferait un bon titre pour un film. Interrogé par un journaliste à Sundance, Christopher McQuarrie, ami de Singer depuis le lycée et coscénariste sur Ennemi public, annonce que leur prochain film aura pour sujet un groupe de malfaiteurs qui se rencontrent lors d'une parade d'identification. Cette idée de cinq hommes se rencontrant pendant une identification sert par la suite de visuel pour l'affiche du film. À partir de cette base, McQuarrie reprend une idée d'un scénario précédent qui n'a pas abouti, l'histoire d'un homme qui assassine sa propre famille avant de disparaître sans laisser de trace, afin de mélanger les deux.
Le personnage de Keyser Söze s'inspire de celui de John List, un comptable du New Jersey qui a tué toute sa famille en 1971 et a disparu pendant presque vingt ans en prenant une nouvelle identité avant d'être arrêté,. McQuarrie crée le nom de Keyser Söze d'après celui de Keyser Sume, son ancien directeur dans le cabinet d'avocats de Los Angeles pour lequel il a travaillé. Il change légèrement le nom de famille en celui de Söze, mot turc signifiant « trop bavard ». Les noms des autres personnages proviennent également de ceux d'employés de ce cabinet d'avocats. McQuarrie a également travaillé dans une agence de détectives, ce qui l'aide pour sa représentation des criminels et des représentants de la loi dans son scénario. L'une des phrases les plus connues du film, « Le coup le plus rusé que le diable ait jamais réussi, ça a été de faire croire à tout le monde qu'il n'existait pas », provient d'un poème en prose de Charles Baudelaire, Le Joueur généreux,, issue du recueil Le Spleen de Paris. Mais McQuarrie et Singer ignorent alors que Baudelaire est l'auteur de cette phrase car ils l'ont empruntée à quelqu'un qui citait le poète français.
Singer décrit son film comme un croisement entre Assurance sur la mort et Rashōmon et déclare l'avoir fait de façon que le spectateur puisse le voir une deuxième fois d'une manière totalement différente en remarquant tous les détails qui lui avaient échappé la première fois. Il compare également sa structure à celle de Citizen Kane (où c'est un journaliste qui pose des questions et plusieurs personnes qui racontent une histoire) et à celle du Dossier Anderson.

### Préproduction

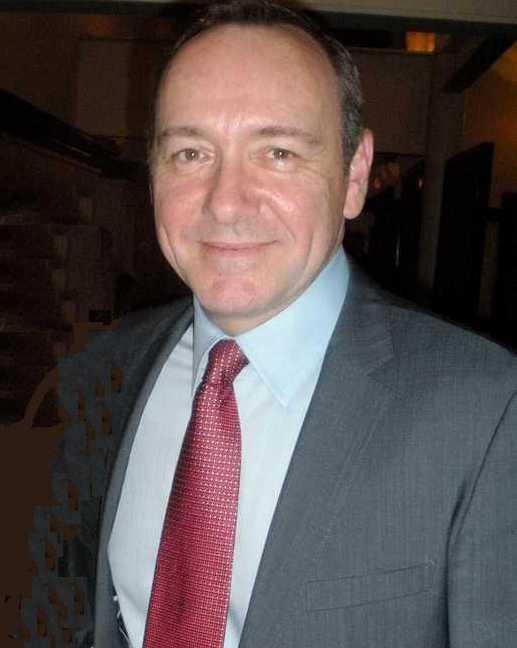
Kevin Spacey (ici en 2009), interprète de Verbal Kint.

Christopher McQuarrie écrit neuf versions du scénario sur une période de cinq mois, jusqu'à ce que Bryan Singer pense qu'il est suffisamment peaufiné pour le proposer aux studios de production. Néanmoins, aucun des studios démarchés n'est intéressé, mis à part une société de financement allemande. Le scénario a du mal à se vendre en raison de l'histoire complexe et non linéaire, du nombre abondant de dialogues et de l'absence d'une distribution attachée au projet. Néanmoins, le soutien financier de la compagnie allemande permet aux producteurs de faire des offres à plusieurs acteurs et d'assembler un casting. Ils ne peuvent proposer à certains acteurs connus que des cachets bien inférieurs à ce dont ils ont l'habitude mais ceux qui acceptent le font en raison de la qualité du scénario et de la chance offerte de travailler les uns avec les autres.
Singer envoie le scénario définitif à Kevin Spacey sans lui dire quel rôle a été écrit pour lui. Après l'avoir lu, Spacey appelle Singer pour lui dire qu'il est intéressé par les rôles de Keaton et Kujan mais plus particulièrement par le personnage de Kint, et il s'avère que c'est celui-ci que McQuarrie a écrit avec l'acteur en tête. Spacey rencontre ensuite Gabriel Byrne et lui demande de participer au film. Byrne commence par refuser mais accepte après avoir rencontré Singer et McQuarrie, convaincu par leur enthousiasme. Cependant, l'acteur, qui a alors des problèmes d'ordre privé, demande que le film soit tourné à Los Angeles, où il vit, et que le tournage ne dure pas plus de cinq semaines, ce que Singer accepte sans difficulté puisque c'est ce qui était de toute façon prévu. Singer veut confier le rôle de Kujan à Chazz Palminteri depuis le début mais celui-ci n'est pas disponible. Le rôle est donc proposé à Christopher Walken et Robert De Niro, qui le déclinent, puis Al Pacino en fait une lecture mais préfère interpréter un autre policier dans Heat. Palminteri est finalement disponible, mais pour seulement une semaine, et accepte le rôle. Le financement du film est ainsi plus aisé car les producteurs sont attirés par la notoriété qu'a récemment acquise Palminteri avec Il était une fois le Bronx et Coups de feu sur Broadway. Ainsi, Singer parvient à convaincre PolyGram Filmed Entertainment de participer à la production. Stephen Baldwin, Kevin Pollak et Benicio del Toro complètent la distribution principale, del Toro étant suggéré par Spacey et engagé sans même passer d'audition car il n'est pas à l'aise dans cet exercice. Singer est toutefois inquiet au sujet de ce dernier choix, car il souhaite quelqu'un de plus âgé, avant de reconnaître par la suite qu'il avait tort.
Pour préparer son rôle d'infirme, Spacey rencontre des spécialistes de l'infirmité motrice cérébrale, travaille sur plusieurs boitements différents et colle l'un à l'autre les doigts de sa main. Singer et Spacey décident, après en avoir discuté, que l'infirmité du personnage ne touchera que ses membres du côté gauche. D'après Byrne, les principaux acteurs nouent rapidement des liens étroits durant les répétitions. Del Toro travaille avec le linguiste Alan Shaterian pour développer le spanglish presque inintelligible dans lequel son personnage s'exprime. Del Toro commente à ce sujet que ce que son personnage a à dire n'a pas vraiment d'intérêt, l'utilité de Fenster dans le film étant d'être le premier à mourir et d'instiller ainsi la peur de Söze, et qu'il a donc eu la liberté d'aller très loin dans sa composition.

### Tournage

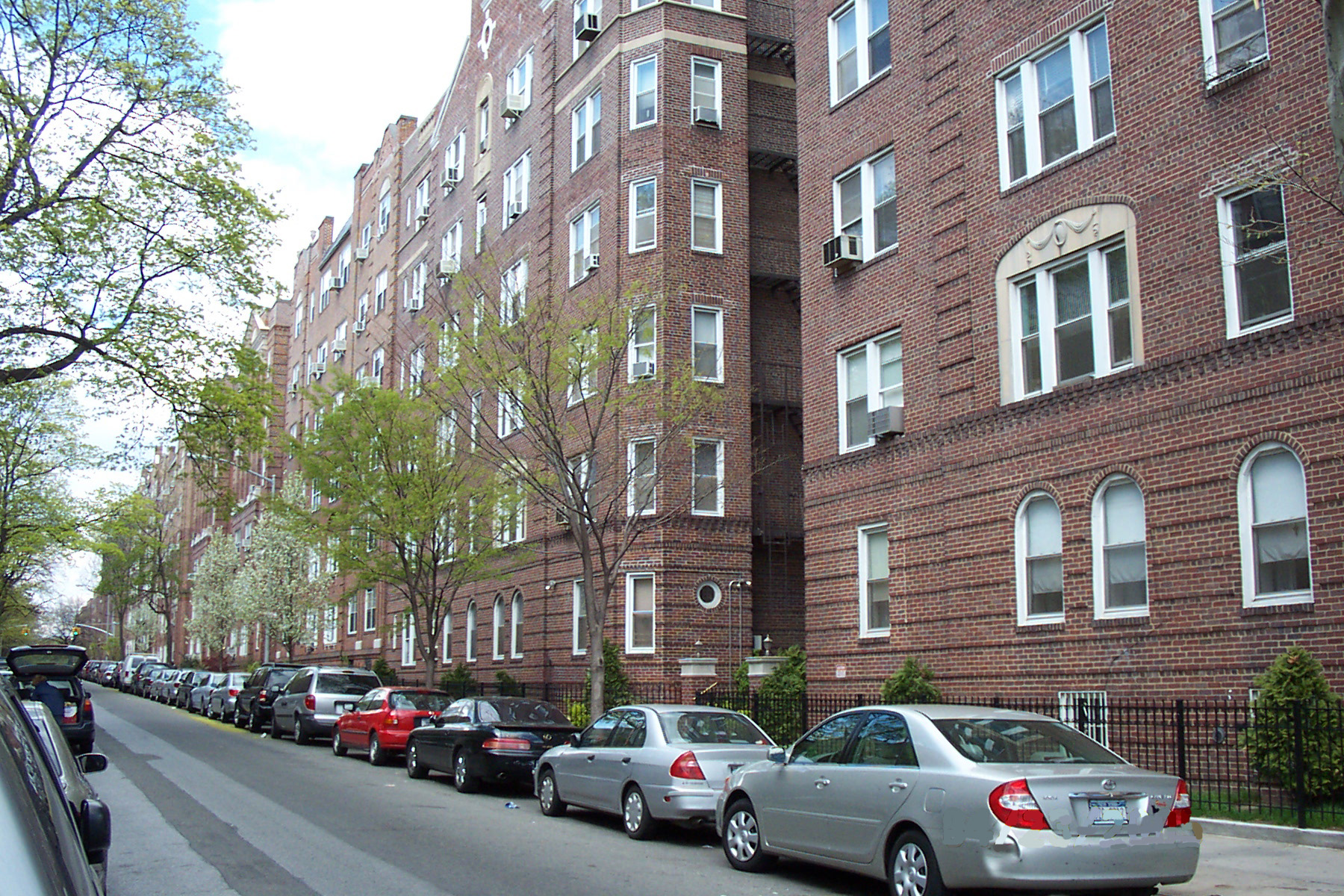
Jackson Heights, quartier du comté du Queens, à New York, où fut tournée une partie du film.

Un budget de moins de six millions de dollars est établi et le tournage se déroule en trente-cinq jours, entre juin et juillet 1994, à Los Angeles, San Pedro et enfin New York pour deux jours. Les scènes de l'interrogatoire entre Kevin Spacey et Chazz Palminteri sont tournées les premières sur une période de cinq jours. La scène de la parade d'identification prend plus de temps que prévu car les acteurs ont du mal à garder leur sérieux et à dire leurs répliques. Ils finissent par improviser et le fou rire des personnages dans cette scène est involontaire ; les acteurs ne parvenant pas à retrouver leur calme, Bryan Singer, après s'être mis en colère contre eux, décide de garder la scène en l'état, estimant que ce rire peut montrer une certaine camaraderie et de la décontraction face à la police. Spacey ajoute sur ce sujet que ne pas rire était ce qu'il y avait de plus difficile dans cette scène, notamment à cause des pitreries de Stephen Baldwin et de Kevin Pollak, dont le but était de faire craquer Gabriel Byrne, réputé pour son sérieux. Les premières scènes avec Benicio del Toro sont également une surprise pour ses partenaires car seul Singer a été prévenu du langage particulier que del Toro a donné au personnage. Byrne va donc trouver Singer pour lui dire que lui et les trois autres acteurs ne comprennent rien à ce qu'il raconte et le réalisateur lui répond : « Si vous ne comprenez pas ce qu'il dit, c'est peut-être parce que nous laissons les spectateurs savoir qu'ils n'ont pas besoin de comprendre ce qu'il dit ».

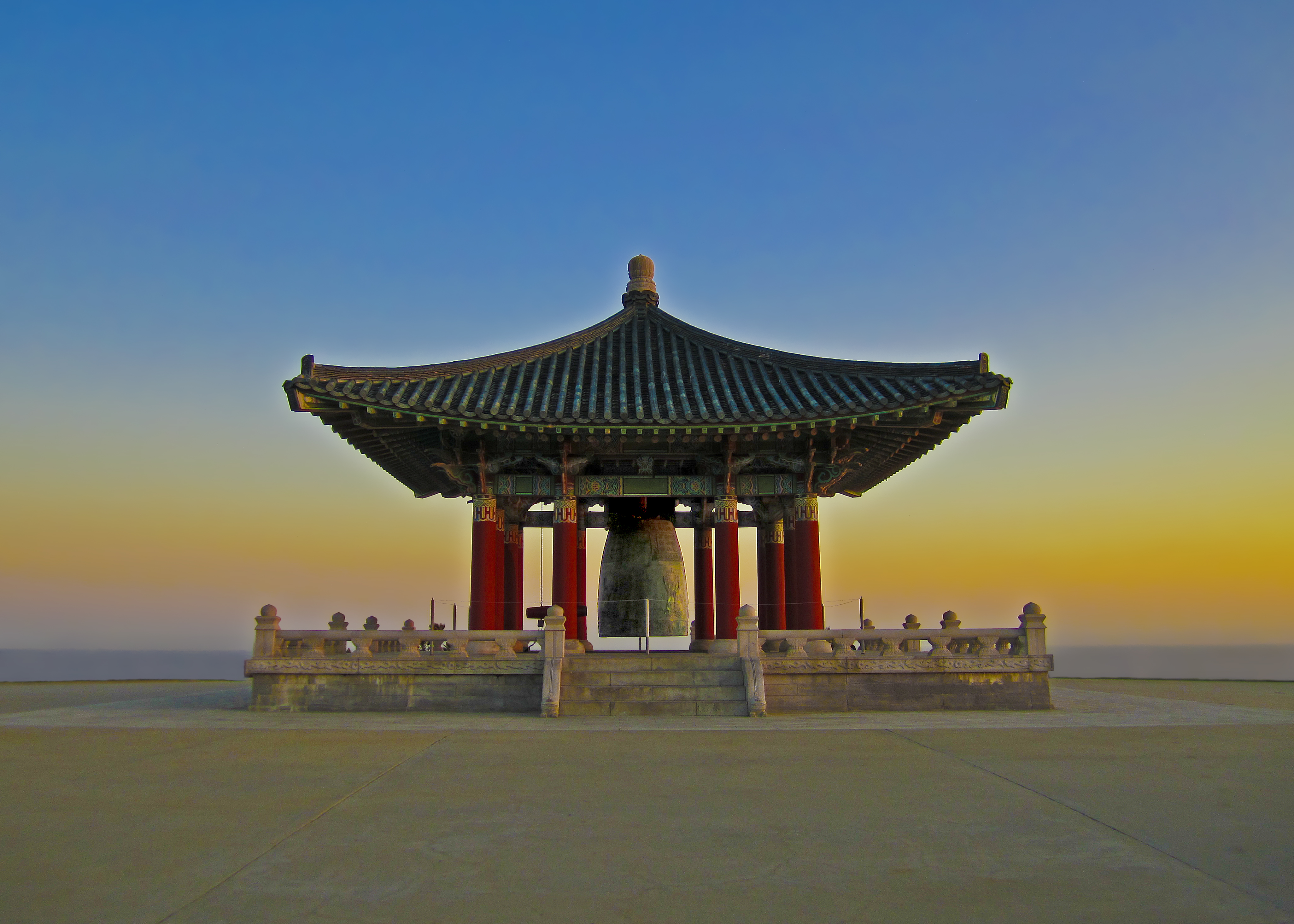
Deux scènes du film ont été tournées au Beffroi de l'amitié.

La scène du braquage dans le parking souterrain est tournée sur dix-huit heures en un seul jour, Singer ne voulant pas arrêter de filmer tant qu'il n'a pas les images qu'il veut malgré les menaces de la société de garantie de faire arrêter le tournage. Lors de la scène de la rencontre du groupe avec Redfoot après ce braquage, au Beffroi de l'amitié, il est prévu que Peter Greene jette sa cigarette dans la poitrine de Baldwin. Mais l'acteur manque son coup et la lui envoie au visage par accident, la réaction authentique de Baldwin poussant Singer à conserver cette prise. Pendant le tournage, Singer laisse également croire à ses cinq acteurs principaux que c'est peut-être eux qui jouent en fait Keyser Söze, en leur faisant tourner des prises, coupées au montage, dans ce sens. Byrne est d'ailleurs stupéfait quand il apprend finalement que ce n'est pas lui qui interprète Söze et il a une explication enflammée avec Singer à ce sujet. La scène de la prise d'assaut du navire est filmée à bord de l'USS Tanager, un ancien dragueur de mines. Son tournage est interrompu par un raid de l'ATF, qui a été prévenu par un coup de téléphone anonyme qu'il y a de la drogue et des armes à bord du navire. Il faut une intervention du maire de Los Angeles, prévenu en pleine nuit par les producteurs, pour que le tournage puisse reprendre.
Malgré des lieux de tournage clos et un planning de tournage très serré, le directeur de la photographie Newton Thomas Sigel trouve « une façon de tourner les scènes de dialogues avec une combinaison de zooms lents et progressifs et des travellings qui se terminent en plans rapprochés serrés » afin d'ajouter une énergie subtile à ces scènes. « Ce style mélangeant les travellings à des zooms imperceptibles fait qu'il y a toujours une sensation de mouvement dans un espace limité. »

### Postproduction

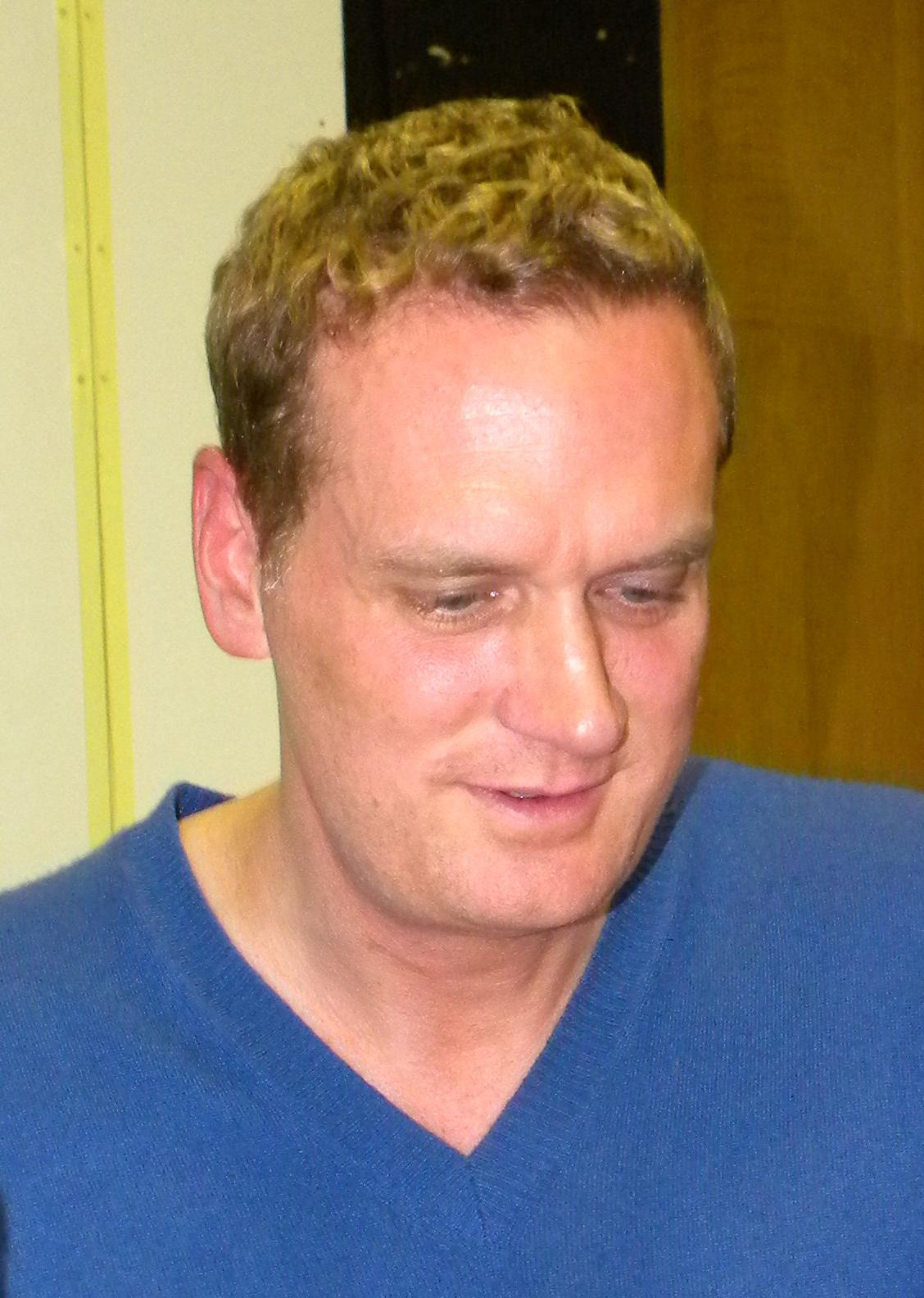
John Ottman est à la fois le monteur et le compositeur de la musique du film.

Durant la phase de montage, Bryan Singer pense avoir terminé le film avec deux semaines d'avance lorsqu'il se rend compte qu'il a besoin d'intégrer une scène qui convaincrait le public que Dean Keaton est Keyser Söze et de faire ensuite la même chose avec Verbal Kint car il trouve que la fin du film n'a pas le punch du scénario de Christopher McQuarrie. Il fait donc un montage de plusieurs prises avec John Ottman mais cela ne fonctionne pas jusqu'à ce qu'Ottman ajoute par-dessus un montage de voix off comportant des dialogues clés de plusieurs personnages et le relie aux images.
Concernant la musique, Singer désire que celle de l'attaque du cargo ressemble au concerto pour piano no 1 de Tchaïkovski alors que celle du générique de fin est basée sur une chanson de k.d. lang. Le thème principal du film, joué au piano et instruments à cordes, est décrit comme une « mélodie sombre et émouvante », alors que le deuxième thème récurrent, un « mystérieux motif de cinq notes aux cordes », est celui qui évoque le mythe de Keyser Söze. Ottman compose une musique principalement orchestrale avec quelques touches de synthétiseur pour lesquelles il s'inspire de la bande originale de JFK (1991) par John Williams. Les musiques d'Alan Silvestri pour Abyss (1989) et de Jerry Goldsmith pour Basic Instinct (1992) sont les deux autres principales influences de la bande originale d'Ottman.
Les dirigeants de la société de distribution Gramercy Pictures ayant du mal à prononcer le nom de Keyser Söze, ils s'inquiètent que le public ait le même problème et décident de mener, deux semaines avant la sortie du film, une campagne de promotion sur le nom du personnage avec des affiches publicitaires « Who is Keyser Söze? » et des spots télévisés où le nom est prononcé.

### Bande originale
Toute la musique est composée par John Ottman sauf Les sons et les parfums tournent dans l'air du soir, composé par Claude Debussy et interprété au piano par Jon Kull.
| Liste des titres | Liste des titres                                    | Liste des titres | Liste des titres | Liste des titres | Liste des titres | Liste des titres | Liste des titres | Liste des titres | Liste des titres |
| No               | Titre                                               | Durée            |                  |                  |                  |                  |                  |                  |                  |
| ---------------- | --------------------------------------------------- | ---------------- | ---------------- | ---------------- | ---------------- | ---------------- | ---------------- | ---------------- | ---------------- |
| 1.               | Main Theme                                          | 3:41             |                  |                  |                  |                  |                  |                  |                  |
| 2.               | Getting on Board                                    | 2:56             |                  |                  |                  |                  |                  |                  |                  |
| 3.               | The Story Begins                                    | 1:09             |                  |                  |                  |                  |                  |                  |                  |
| 4.               | Payback Time                                        | 1:39             |                  |                  |                  |                  |                  |                  |                  |
| 5.               | Farewell Fenster                                    | 0:45             |                  |                  |                  |                  |                  |                  |                  |
| 6.               | He's Here!                                          | 1:48             |                  |                  |                  |                  |                  |                  |                  |
| 7.               | The Garage                                          | 2:25             |                  |                  |                  |                  |                  |                  |                  |
| 8.               | Verbal Kint                                         | 2:09             |                  |                  |                  |                  |                  |                  |                  |
| 9.               | Keyser Appears                                      | 2:34             |                  |                  |                  |                  |                  |                  |                  |
| 10.              | It Was Beautiful                                    | 1:18             |                  |                  |                  |                  |                  |                  |                  |
| 11.              | The Arrests                                         | 1:17             |                  |                  |                  |                  |                  |                  |                  |
| 12.              | Redfoot                                             | 1:39             |                  |                  |                  |                  |                  |                  |                  |
| 13.              | New York's Finest                                   | 1:43             |                  |                  |                  |                  |                  |                  |                  |
| 14.              | Kobayashi's Domain                                  | 2:22             |                  |                  |                  |                  |                  |                  |                  |
| 15.              | The Killing of a Rat                                | 3:29             |                  |                  |                  |                  |                  |                  |                  |
| 16.              | I Work for Keyser Söze                              | 1:37             |                  |                  |                  |                  |                  |                  |                  |
| 17.              | The Faces of His Family                             | 1:45             |                  |                  |                  |                  |                  |                  |                  |
| 18.              | The Plan Begins                                     | 1:56             |                  |                  |                  |                  |                  |                  |                  |
| 19.              | Back to the Pier                                    | 3:37             |                  |                  |                  |                  |                  |                  |                  |
| 20.              | Casing the Boat                                     | 1:55             |                  |                  |                  |                  |                  |                  |                  |
| 21.              | A Gift                                              | 1:39             |                  |                  |                  |                  |                  |                  |                  |
| 22.              | The Greatest Trick                                  | 3:15             |                  |                  |                  |                  |                  |                  |                  |
| 23.              | The Water                                           | 2:33             |                  |                  |                  |                  |                  |                  |                  |
| 24.              | Les sons et les parfums tournent dans l'air du soir | 3:30             |                  |                  |                  |                  |                  |                  |                  |
| 47:21            |                                                     |                  |                  |                  |                  |                  |                  |                  |                  |

## Sortie et accueil

### Festivals et box-office
Le film est projeté pour la première fois en public à l'occasion du festival du film de Sundance en janvier 1995. Il est ensuite présenté hors compétition au festival de Cannes 1995 et reçoit un accueil favorable de la part du public et de la critique. Il sort ensuite en France au mois de juillet et réalise au total 1 345 534 entrées, le bouche à oreille aidant et malgré un démarrage moyen de 132 068 entrées la première semaine. Aux États-Unis, le film est d'abord distribué au mois d'août de façon limitée dans quarante-deux salles de cinéma de Los Angeles et New York et réalise 645 363 $ de recettes pour son premier week-end d'exploitation. Il bénéficie d'une sortie nationale, dans 874 salles, en septembre, et rapporte finalement 23 341 568 $ au box-office américain. Il rapporte au total 51 582 855 $ dans le monde entier, ce qui en fait un succès très rentable comparativement à son modeste budget.

### Accueil critique
Le film reçoit un accueil critique très positif, recueillant 88 % de critiques favorables, avec un score moyen de 7,8⁄10 et sur la base de 68 critiques collectées, sur le site Rotten Tomatoes. Sur le site Metacritic, il obtient un score de 77⁄100, sur la base de 22 critiques collectées.

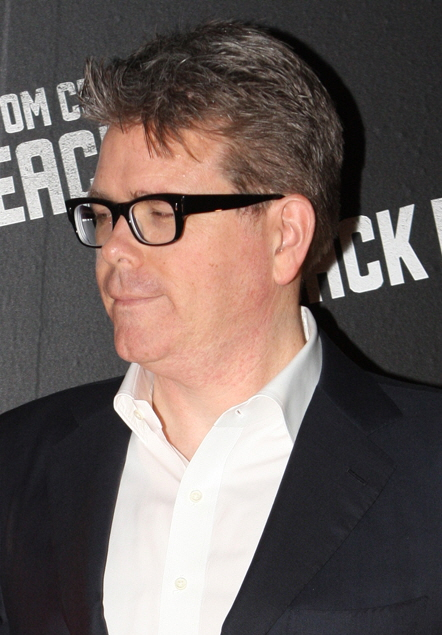
Le scénario de Christopher McQuarrie a été particulièrement salué par la critique.

Todd McCarthy, de Variety, loue le « scénario ingénieusement structuré », « l'un des plus élaborés, forts et satisfaisants depuis longtemps », la formidable distribution, la « riche photographie » et la « bande originale supérieure ». Michel Cieutat, de Positif, évoque un « très grand film policier » où le scénario « refuse ouvertement tout récit qui explicite l'action », « manière de procéder qui rend le déroulement de l'intrigue passionnant à suivre », où « le cadrage et l'éclairage sont toujours en parfaite symbiose avec l'action », et où les acteurs ont « une exactitude de jeu irréprochable ». Ian Nathan, du magazine Empire, lui donne la note maximale, estimant qu'il s'agit « d'un des thrillers les plus inventifs » depuis de nombreuses années, « un voyage labyrinthique, dérangeant et morbide dans les plus sombres recoins de la psyché criminelle » tirant parti d'une réalisation éblouissante de Bryan Singer et d'une excellente distribution. La rédaction des Inrockuptibles loue ce « polar jouissif à l'américaine » « très habilement scénarisé » avec « des dialogues et un casting qui font des étincelles » et reproche seulement un aspect visuel « trop léché » et des « coquetteries dans la mise en scène ». Pour James Berardinelli, du site web ReelViews, le film, « synthèse accomplie des éléments du film noir », bénéficie de la fraîcheur que lui a instillé Singer, et « le scénario énergique et sinueux est un terrain de jeu parfait pour les personnages complexes ». Pour Marie-Françoise Leclère, du Point, le film est « brillant, déroutant, fascinant », la réalisation et le montage « bluffants » et les acteurs comptent « parmi les meilleurs du moment ».
Philippe Garnier, de Libération, estime que c'est un « polar malin » « propulsé par une intrigue avec tournant à chaque page de script et par les performances d'acteurs ». Quentin Curtis, de The Independent, loue le final « aussi élégant qu'inattendu » révélant « un film totalement différent que celui auquel on vient d'assister ». Pour Pierre Murat, de Télérama, il s'agit du « plus beau thriller de l'année », bénéficiant d'un « montage superbe » et « rendant au cinéma américain son invention, son humour et son insolence ». Gilles Médioni, de L'Express, encense ce « polar mythologique, structuré en damier, dynamisé par un suspense torturant et un épilogue assourdissant » et affirme que « ce film noir et cérébral, à voir au moins deux fois, s'impose sans conteste comme le policier de l'année ». Pour Janet Maslin, du New York Times, c'est un « film noir immensément élégant » avec des acteurs principaux tous excellents qui campent des « personnages fascinants et ambigus » et des dialogues intenses, regrettant seulement qu'il ne parle pas assez aux émotions du public.
Plus mitigée, Lisa Schwartzbaum, d'Entertainment Weekly, lui donne la note « B », trouvant les acteurs brillants, en particulier Kevin Spacey et Gabriel Byrne, mais regrettant un rythme effréné qui ne permet pas de temps de récupération, et concluant en écrivant que le spectateur peut sortir de la projection aussi bien ravi que déçu. Stéphane Malandrin, des Cahiers du cinéma, juge le duo Singer/McQuarrie « plutôt efficace » mais regrette que « passé la jubilation sado-masochiste de s'être laissé prendre au jeu » reste l'agacement « d'avoir vu un film dont l'auteur n'a qu'une seule ambition : vous avoir ».
Parmi les critiques négatives, Roger Ebert, du Chicago Sun-Times, donne au film 1,5 étoile sur 4, considérant qu'il est confus et inintéressant car il préfère « être stupéfié par les motivations et non par la manipulation ». Pour Desson Howe, du Washington Post, le film est moins intéressant dès qu'il se concentre sur l'interrogatoire plutôt que sur les flashbacks, et on en sort désappointé d'être allé si loin pour se faire piéger. Mick LaSalle, du San Francisco Chronicle, estime que le film est bien construit et qu'il comporte « d'occasionnels éclairs de style » mais qu'il constitue un divertissement « plutôt tiède », parfois morne, et qu'on ne peut s'attacher à aucun personnage.

## Distinctions
Cette section récapitule les principales récompenses et nominations obtenues par le film. Pour une liste exhaustive, se référer à l'Internet Movie Database.
Le film remporte deux Oscars, celui du meilleur scénario original pour Christopher McQuarrie et celui du meilleur acteur dans un second rôle pour Kevin Spacey, ce dernier déclarant dans son discours d'acceptation du prix : « Qui que soit Keyser Söze, je peux vous assurer qu'il va être totalement ivre ce soir ». Il est aussi notamment récompensé par deux BAFTA Awards, toujours celui du meilleur scénario original et celui du meilleur montage pour John Ottman.

### Récompenses
| Année                                     | Cérémonie ou récompense                     | Prix                                            | Lauréat(es)           |
| ----------------------------------------- | ------------------------------------------- | ----------------------------------------------- | --------------------- |
| 1995                                      |                                             |                                                 |                       |
| Festival international du film de Seattle | Meilleur réalisateur                        | Bryan Singer                                    |                       |
| Festival international du film de Seattle | Meilleur acteur                             | Kevin Spacey                                    |                       |
| Festival international du film de Tokyo   | Silver Award de la Young Cinema Competition | Bryan Singer                                    |                       |
| NBR Awards                                | Meilleure distribution                      |                                                 |                       |
| NBR Awards                                | Meilleur acteur dans un second rôle         | Kevin Spacey                                    |                       |
| 1996                                      | Oscars du cinéma                            | Meilleur scénario original                      | Christopher McQuarrie |
| 1996                                      | Oscars du cinéma                            | Meilleur acteur dans un second rôle             | Kevin Spacey          |
| 1996                                      | BAFTA Awards                                | Meilleur scénario original                      | Christopher McQuarrie |
| 1996                                      | BAFTA Awards                                | Meilleur montage                                | John Ottman           |
| 1996                                      | Saturn Awards                               | Meilleur film d'action, d'aventures ou thriller |                       |
| 1996                                      | Saturn Awards                               | Meilleure musique                               | John Ottman           |
| 1996                                      | Prix Edgar-Allan-Poe                        | Meilleur film                                   |                       |
| 1996                                      | Empire Awards                               | Meilleur espoir                                 | Bryan Singer          |
| 1996                                      | Independent Spirit Awards                   | Meilleur scénario                               | Christopher McQuarrie |
| 1996                                      | Independent Spirit Awards                   | Meilleur acteur dans un second rôle             | Benicio del Toro      |
| 1996                                      | Prix Sant Jordi du cinéma                   | Meilleur acteur étranger                        | Chazz Palminteri      |
| 1996                                      | Artios Awards                               | Meilleur casting pour un film dramatique        | Francine Maisler      |
| 1996                                      | Chlotrudis Awards                           | Meilleur acteur dans un second rôle             | Kevin Spacey          |

### Nominations
| Année                      | Cérémonie ou récompense             | Prix                | Nommé(es) |
| -------------------------- | ----------------------------------- | ------------------- | --------- |
| 1996                       |                                     |                     |           |
| Golden Globes              | Meilleur acteur dans un second rôle | Kevin Spacey        |           |
| BAFTA Awards               | Meilleur film                       |                     |           |
| César du cinéma            | Meilleur film étranger              |                     |           |
| Saturn Awards              | Meilleure réalisation               | Bryan Singer        |           |
| Independent Spirit Awards  | Meilleure photographie              | Newton Thomas Sigel |           |
| Eddie Awards               | Meilleur montage                    | John Ottman         |           |
| Screen Actors Guild Awards | Meilleur acteur dans un second rôle | Kevin Spacey        |           |

## Analyse
Usual Suspects est un film complexe qui a suscité plusieurs analyses qui pour la plupart s'attardent sur la question du mensonge et de la véracité du récit filmique. En effet, le langage est mensonger qu'il soit filmique (le film en lui-même) ou verbal (le discours de Verbal Kint) et le spectateur est manipulé par le réalisateur comme l'agent Kujan l'est par Kint. D'ailleurs, celui-ci, ou plutôt son alias Keyser Söze a été comparé au plus grand des manipulateurs, à savoir le Diable. Cette manipulation du récit conduit à reconnaître l'impossibilité de séparer la vérité du mensonge, le réel de l'illusion. Ce discours se rapproche de celui attribué aux sophistes, combattus par Platon, qui par leurs paroles empêchent la compréhension du réel. Le discours rhétorique est communément vu comme un moyen pour cacher la vérité or Verbal use de celui-ci pour manipuler Kujan comme le discours de Bryan Singer manipule le spectateur. En effet en semblant mettre en image le récit mensonger de Verbal, Singer est tout autant un manipulateur. Du moins c'est cela qui apparaît lors de la première vision du film. Cependant, David Blakesley suggère une seconde approche qui peut se révéler lors des visionnements suivants. Le discours de Verbal se crée selon le désir de Kujan. Verbal ne dit que ce que Kujan souhaite entendre et les images ne sont pas des flashbacks mensongers mais des représentations des pensées de Kujan. Kujan se fait un film à partir du discours de Verbal et c'est ce film que le spectateur accepte comme étant la réalité.

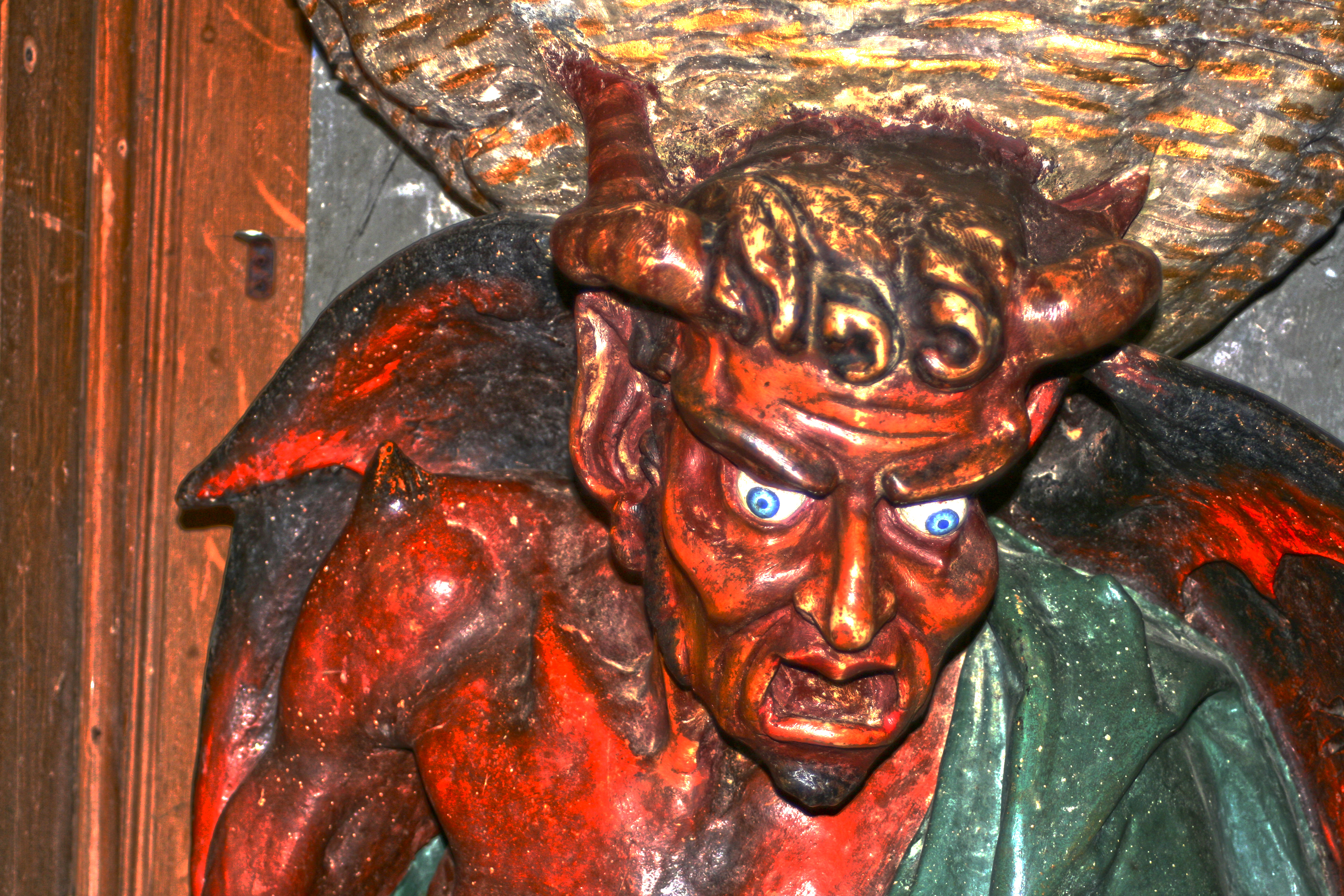
Le personnage de Keyser Söze a été comparé au Diable dans plusieurs analyses du film.

Selon Bryan Singer lui-même, l'interrogatoire de Verbal Kint par l'agent Kujan « est le miroir du thème central du film : le point de vue, la perception, la différence entre ce qu'on croit et la réalité ». Les hypothèses de Kujan, présentées comme la réalité, sont contredites à mesure que le film avance. Ainsi, par son refus d'expliciter l'action par le récit ou de clarifier l'intrigue, Bryan Singer joue avec la convention que le récit ne peut pas mentir. Dans L'Avant-scène cinéma, Claire Dixsaut analyse la structure du film et la compare à celle de la pièce de théâtre Richard III de William Shakespeare. Le pouvoir de Verbal, tout comme celui de Richard III, repose essentiellement sur la parole, sur son talent de conteur auquel le film rend hommage. Le film met en lumière « la manipulation et l'asservissement des hommes par le pouvoir magique du récit » et la virtuosité de sa structure réside « dans l'apparente négligence qui masque sa rigueur ». Hanna M. Roisman met également en avant le talent de conteur de Kint, en le comparant à celui d'Ulysse. Comme dans le récit que celui-ci fait aux Phéaciens, Kint s'adapte à son auditoire en permettant à Kujan de l'humilier et de le briser, du moins en apparence. Il invente un méchant mythique auquel il semble croire crédulement, donnant à Kujan le rôle avantageux du sceptique.
Concernant la nature mythique du personnage de Keyser Söze, Lewis Call affirme que celle-ci est la cause première de la haine que lui vouent les représentants de l'autorité car elle personnifie pour eux une « vérité terrifiante, celle que le pouvoir est éphémère et n'est pas ancré dans la réalité ». Contrairement aux malfrats qui lui servent d'intermédiaires, l'anonymat de Söze lui permet d'échapper à toute tentative de contrôle ou d'intimidation. Pour Wayne Wilson, qui compare Söze au Diable, il renonce toutefois à cet anonymat dans un acte dicté par la malice car il ne peut pas résister à l'occasion de se mettre en avant afin de prouver sa supériorité sur la police.

## Influence culturelle
Le film contribue à populariser la technique du retournement final, les années suivantes voyant apparaître de nombreux autres films qui l'utilisent, comme Seven (1995) avec également Kevin Spacey, Peur primale (1996), The Game (1997), Fight Club (1999), Sixième Sens (1999), Memento (2000) et Identity (2003). Le nom de Keyser Söze est notamment cité dans les films Docteur Dolittle (1998), American Sniper (2014) et Crazy Amy (2015), alors que le film est parodié dans Le Détonateur (1998),  Scary Movie (2000). Le film indien Chocolate (2005) emprunte une grande partie de son intrigue ainsi que son retournement final à Usual Suspects,. Le film Bonne conduite (2023) de Jonathan Barré parodie la scène où le grand brûlé prononce "Keyser Söze", où le nom est interprété comme tel par les deux enquêteurs, alors qu'il fait référence au bateau "Kaër Soazig".
La culture populaire s'est approprié le film et en particulier le personnage de Keyser Söze. En 1996, le groupe de punk rock Link 80 intitule Verbal Kint la première chanson de l'album 17 Reasons en hommage au personnage du film. En 2001, Time compare Oussama ben Laden à un « Keyser Söze géopolitique, une menace omniprésente dont le nom évoque des dangers bien au-delà de sa capacité ». En 2017, Stephen Colbert parodie l'interrogatoire de Verbal Kint par l'agent Kujan dans son émission The Late Show pour pointer du doigt les connexions entre Donald Trump et la Russie. Des références au film sont faites dans plusieurs séries télévisées comme Buffy contre les vampires (épisode La Marionnette, 1997), où l'un des personnages transforme le nom de Keyser Söze en verbe (we've been Keyser Söze'd) pour exprimer son sentiment d'avoir été mystifié ; NCIS : Enquêtes spéciales (épisode Hiatus, 2006) ; Dr House (épisode Le Divin Enfant, 2008) ; Cougar Town (épisode Le Cadeau parfait, 2010) ; Billions (épisode Le Deal, 2016).
Le 17 juin 2008, l'American Film Institute classe le film à la 10e place dans sa liste des meilleurs films à suspense. En 2008, le magazine Empire le classe à la 61e place dans sa liste des 500 meilleurs films de tous les temps. En juin 2003, le personnage de Verbal Kint est classé à la 48e place de la liste des 50 meilleurs méchants de l'AFI. Le personnage de Keyser Söze figure à la 69e place du classement des 100 meilleurs personnages de films, toujours selon Empire. En 2013, la Writers Guild of America classe le scénario à la 35e place des 101 meilleurs scénarios de films. Le film figure en 2018 à la 26e place du Top 250 du classement des films de l'Internet Movie Database, basé sur les votes du public, avec une note moyenne de 8,6⁄10.
L'ancien président de la République française François Hollande a présenté le film de Bryan Singer le 20 juin 2019 au festival SoFilm SummerCamp comme étant l'un de ses films préférés. Le Figaro titre à ce sujet : « À Nantes, François Hollande fait son cinéma : "En politique, j’en ai croisé des Keyser Söze". », faisant ainsi référence aux différents manipulateurs qu'il lui est possible de rencontrer en politique.

## Éditions en vidéo
Sur le marché vidéo, Usual Suspects sort d'abord en VHS en 1996. Il est ensuite distribué en DVD en édition simple le 7 décembre 1999 en région 1 et le 7 juillet 1998 en région 2. Une édition collector comprenant 2 DVD sort le 2 avril 2002 en région 1 et le 24 avril 2002 en région 2. Cette version collector comprend deux commentaires audio (l'un par Bryan Singer et Christopher McQuarrie et l'autre par John Ottman) et un DVD de bonus comportant plusieurs documentaires et interviews autour du film, ainsi qu'un bêtisier et quelques scènes coupées.
La version en disque Blu-ray sort le 13 février 2007 en région 1 et le 21 mars 2007 en région 2.